# Chitimacha

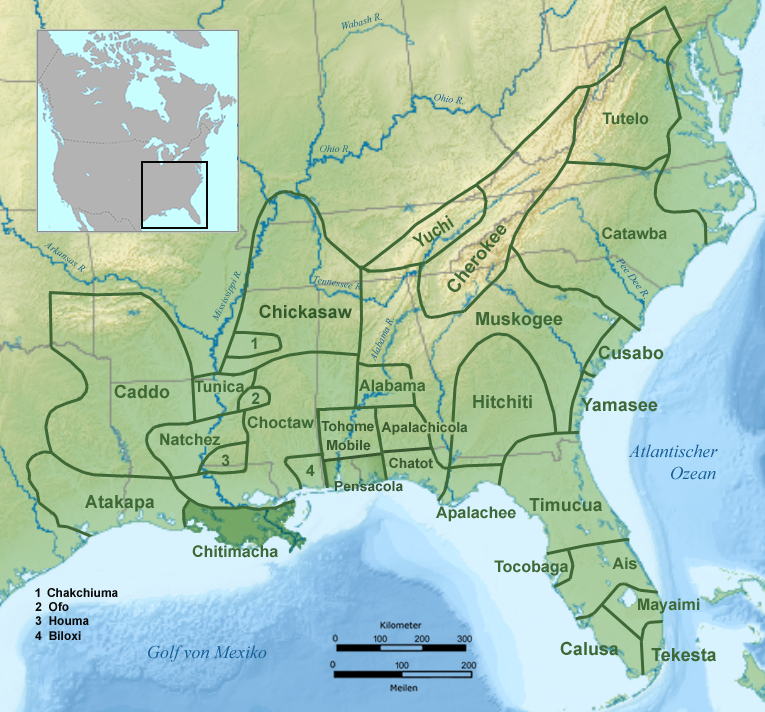
Stammesgebiet der Chitimacha im 16. Jahrhundert.

Die Chitimacha, auch Chetimachan oder Sitimacha, sind Angehörige eines nordamerikanischen Indianerstammes aus der Makro-Algonkin-Sprachfamilie und waren einst ein mächtiger Stamm an der Nordküste des Golfes von Mexiko im Mississippi-Delta. Sie bewohnten das Gebiet rund um den Grand Lake im heutigen südlichen Louisiana und wurden schon 1916 als Chitimacha Tribe of Louisiana bundesstaatlich anerkannt.

## Wohngebiet
Das traditionelle Wohngebiet lag im Mississippi-Delta und im angrenzenden Atchafalaya Basin im südlichen zentralen Louisiana. Einer Legende zufolge wurde es einst von vier heiligen Bäumen begrenzt. Der erste stand bei Maringouin in Louisiana, der zweite befand sich südöstlich von New Orleans, der dritte an der Mündung des Mississippi und der vierte war eine große Zypresse im heutigen Cypremort Point State Park. 
Der Name Chitimacha erschien regelmäßig auf den frühen französischen Landkarten von Louisiana. Der Grand Lake hieß damals Lac de Chetimacha, und der Bayou Lafourche wurde entweder mit Lafourche des Chetimachas oder mit La Rivire des Chetimachas bezeichnet. Die Beziehung der Stammesmitglieder zu ihrer Heimat war schon immer sehr stark. Obwohl sie fast ihr gesamtes Land an die Weißen abgeben mussten, sind sie der einzige Stamm in Louisiana, der einen kleinen Teil davon behalten durften. Die meisten Chitimacha leben noch heute in oder in der Nähe ihrer Reservation in Charenton in Louisiana.

## Demografie
Die Chitimacha bestanden aus vier Gruppen, nämlich den Chawasha, den eigentlichen Chitimacha, den Washa und den Yagenecchito, die um 1500 insgesamt rund 20.000 Angehörige zählten. Weil ein direkter Kontakt mit Europäern in folgenden zwei Jahrhunderten praktisch nicht stattfand, wurden die europäischen Krankheiten vermutlich von Indianern aus den spanischen Missionen im nördlichen Florida übertragen. Die Folge waren verheerende Epidemien, die unter den indigenen Bewohner im unteren Tal des Mississippi wüteten. In einigen Gebieten im südöstlichen Nordamerika sank die Zahl der Ureinwohner auf 10 % der vorherigen Einwohnerzahl. Die Verluste der Nachbarstämme lassen vermuten, dass die Chitimacha ebenfalls die Hälfte ihrer Stammesmitglieder verloren hatten, als die ersten Franzosen 1699 das untere Mississippital besiedelten. Weil die Dörfer der Chitimacha sehr abgelegen und isoliert waren, können die ersten Schätzungen von Bienville und Beaurain nur auf Vermutungen beruhen. Danach zählten die Chawasha und Washa zusammen zwischen 700 und 1.400 Personen, während die Chitimacha etwa 4.000 Angehörige hatten. Von den Yagenecchito liegen keine Zahlen aus dieser Zeit vor. Von den weiter westlich lebenden Chitimacha hatten die Franzosen zu dieser Zeit keine Kenntnis.
Im Verlauf eines zwölf Jahre dauernden Kriegs von 1706 bis 1718 hatten die Franzosen die östlichen Chitimacha fast völlig vernichtet. 1718 besaßen die östlichen Chitimacha nur noch 400 Stammesangehörige. Die Franzosen zwangen sie unter den wachsamen Augen ihrer indianischen Alliierten, den Washa und Chawasha, am Mississippi neu zu siedeln. Am neuen Wohnort waren sie jedoch weiteren Krankheiten und dem Alkohol ausgesetzt und im Jahr 1758 war die Zahl der Gesamtbevölkerung aller drei Stämme auf unter 400 gefallen. 1784 gab es nur noch 135 Angehörige, und kurz nach 1805 war die Mississippi Band of Chitimacha praktisch ausgestorben. Sollten noch einige Stammesmitglieder überlebt haben, so sind diese von den Houma aufgenommen worden. Nur die westlichen Chitimacha haben ihre Stammesidentität bewahrt. Um 1880 lebten nur noch sechs Familien mit weniger als 100 Angehörigen. Der Zensus von 1910 erfasste 69 Chitimacha, davon waren 19 Kinder an der Carlisle Indian School in Pennsylvania. Nach der bundesstaatlichen Anerkennung und der Zusicherung im Jahr 1917, die letzten 260 Acres (1,052 km²) eigenes Land als Reservation behalten zu dürfen, erholte sich der Stamm langsam. Um 1950 lebten 89 Chitimacha in der Reservation und 400 weitere in der näheren Umgebung. Im Zensus von 2010 wurden 1.552 eingetragene Stammesmitglieder aufgelistet.

## Sprache
Die Chitimacha verwendeten eine isolierte Sprache, die nur von ihnen und den Angehörigen der drei verwandten Stämme Chawasha, Washa und Yagenecchito gesprochen wurde. Mit dem Tod der letzten Sprecherin Delphine Ducleaux im Jahr 1940 starb die Sprache aus. Obwohl sie nicht mehr gesprochen wird, wurde sie von den Linguisten Morris Swadesh und John Reed Swanton recht gut dokumentiert. Es existiert eine Grammatik und ein Wörterbuch der Sprache, sowie eine Sammlung von zahlreichen Texten der letzten Sprecher, die allerdings noch nie veröffentlicht wurden. Aktuell streben einige Stammesmitglieder an, die Sprache zu revitalisieren. 2015 wurde ein neues Wörterbuch in Auftrag gegeben, das als Lehrmaterial in der Chitimacha-Reservation eingesetzt werden soll. Zahlreiche ältere Stammesangehörige sprechen Cajun-Französisch.

## Kultur
Als die Chitimacha den Franzosen im Jahr 1699 begegneten, waren sie vermutlich das mächtigste Volk an der Golfküste westlich von Florida. Der Stamm war politisch in einer Konföderation von 15 teilweise halbautonomen Dörfern organisiert. Die zentrale Autorität lag beim Großen Häuptling, der im Hauptdorf beim heutigen Charenton in Louisiana residierte. Das Stammesgebiet der Chitimacha ähnelte einer natürlichen Festung. Umgeben von breiten Flüssen und zahlreichen Sümpfen war es für Feinde nahezu unmöglich, die Chitimacha zu überfallen. Ihre Dörfer waren mit durchschnittlich mehr als 500 Einwohnern verhältnismäßig groß und lagen an Flussläufen oder Seeufern, die keine weiteren Befestigungen erforderlich machten. Die Häuser waren aus Material gebaut, das die Natur zur Verfügung stellte. Die Wände bestanden aus einer Art Fachwerk aus Pfosten und Streben, dessen Zwischenräume entweder mit Lehm oder Palmettozweigen verfüllt wurden. Die Dächer bestanden aus Baumrinde oder ebenfalls aus Palmettozweigen.
Der Anbau von Feldfrüchten war Aufgabe der Frauen und war wichtigster Bestandteil der Ernährung. Mais war schon seit 300 v. Chr. im Südosten Nordamerikas bekannt. Der Boden war äußerst fruchtbar und die jährliche Wachstumsperiode dauerte 320 Tage, so dass es im Gegensatz zu einigen ihrer Nachbarn ausreichend Nahrungsmittel gab. Außer Mais bauten die Chitimacha Bohnen, Kürbisse, Melonen und verschiedene Squash-Arten an. Zusätzlich sammelten die Frauen wilde Früchte, Wildgemüse und Nüsse, während die Männer die Versorgung mit Fleisch und Fisch übernahmen. Sie jagten Büffel, Hirsche, Truthähne, Alligatoren und kleinere Säugetiere. Große Abfallberge aus Muscheln, den sogenannten Middens in der Nähe der früheren Dörfer ist zu entnehmen, dass auch Muscheln ein beliebtes Nahrungsmittel waren. Im Winter wurde der getrocknete Mais in erhöhten Kornspeichern gelagert, um ihn vor Nagetieren und anderen Schädlingen zu schützen. Zu den öffentlichen Gebäuden eines typischen Chitimacha-Dorfes gehörten neben dem Haus des Häuptlings und dem Kornspeicher ein sogenanntes Haus der Tänze, in dem religiöse Zeremonien und öffentliche Versammlungen abgehalten wurden, wie aus französischen Aufzeichnungen hervorgeht.
In einem Wohngebiet, das durch zahllose Wasserläufe durchquert wurde, waren Einbaum-Kanus das wichtigste Transportmittel. Es gab aus gewaltigen Zypressenstämmen gefertigte Chitimacha-Kanus, die mehr als 40 Personen befördern konnten. Ein wichtiger Rohstoff, nämlich Steine, die für Pfeilspitzen und Werkzeug benötigt wurden, fehlte jedoch in ihrem Stammesgebiet. Diese mussten von den Avosell und anderen Stämmen im Norden gegen Lebensmittel eingetauscht werden. Die Chitimacha benutzten zur Jagd auf Vögel auch Blasrohre mit Pfeilen aus Zuckerrohr. Es gab außerdem den Atlatl, eine Art von Speerschleuder.
Zur Verbesserung ihres Aussehens wurden den Knaben die Stirn abgeflacht. Die meisten Männer trugen ihr Haar lang, einige Chitimacha-Krieger sollen auch eine Skalplocke gehabt haben. Aufgrund des milden Klimas war die Kleidung der Männer auf einen Lendenschurz begrenzt, der ihre umfangreiche Tätowierung auf Gesicht, Körper, Armen und Beinen sichtbar machte. Die Frauen waren mit einem kurzen Rock bekleidet. Ihr Haar trugen sie ebenfalls lang, doch gewöhnlich war es geflochten.
Die Chitimacha waren in matrilineale totemische Clans unterteilt. Das wichtigste Unterscheidungsmerkmal der Chitimacha-Gesellschaft war ihr striktes Kasten-System, mit dem eine Unterscheidung der Stammesangehörigen in zwei Gruppen erfolgte, nämlich die Adligen und die Bürger. Beide Gruppen benutzten einen eigenen Dialekt, wobei die Adligen erwarteten, dass sie von den Bürgern im Dialekt der Adligen angesprochen wurden. Die Chitimacha waren einzigartig unter den Ureinwohnern durch die strenge Anwendung der Endogamie, bei der ein Mann nur eine Frau aus der eigenen Kaste heiraten durfte. Ein adliger Mann oder eine adlige Frau, die ein bürgerliches Stammesmitglied heirateten, verloren den höheren Status.
Die Chitimacha-Frauen waren für ihre besondere Geschicklichkeit in der Korbflechterei bekannt, bei der sie eine Doppel-Web-Technik einsetzten, die unterschiedliche Muster innen und außen erzeugte.

## Geschichte

### Kolonialzeit
Als Alonso Álvarez de Pineda 1519 die Nordküste des Golfs von Mexiko und die Mündung des Mississippi erkundete, war er vermutlich der erste Europäer, der das Stammesland der Chitimacha erblickte. Er sah jedoch keinen Grund dort zu landen, weil das Gebiet mit seinem tückischen Labyrinth aus Wasserläufen und Sümpfen nicht sehr einladend wirkte. Obwohl die Spanier sofort an dem großen Fluss interessiert waren, in dem sie an eine mögliche Route zur Südsee vermuteten, verhinderten die natürlichen Barrieren an seiner Mündung für die nächsten fast 200 Jahre einen Kontakt zu Europäern.
1528 erreichte mit Pánfilo de Narváez der nächste Europäer die Mündung des Mississippi. 1542 zog Hernando de Sotos Expedition durch den Norden und Westen Louisianas und folgte dem Mississippi nach Süden bis zum Golf von Mexiko. Der spanische Konquistador fand hier allerdings nicht den erhofften leichten Reichtum, den andere in Mexiko und Peru entdeckt hatten. An Kolonisation oder an der Gründung von Stützpunkten in Louisiana hatten sie daher kein Interesse und von einem Kontakt zu den Chitimacha ist nichts bekannt.
Der französische Entdecker Robert Cavelier de La Salle erreichte von Norden den Mississippi flussabwärts kommend Louisiana und die Mündung des größten Flusses Nordamerikas. Er nahm das riesige Gebiet zwischen den Großen Seen und dem Golf von Mexiko für Frankreich in Besitz und nannte es zu Ehren des französischen Königs Louis XIV. Louisiana. Der Name wurde später für den 
US-Bundesstaat Louisiana übernommen, der allerdings nur einen Bruchteil der Fläche der nun entstandenen französischen Kolonie Louisiana umfasst.
Der erste Kontakt der Chitimacha zu Europäern erfolgte erst 1699 durch die Expedition des Franzosen Pierre Le Moyne d’Iberville und seines jüngeren Bruders Jean-Baptiste Le Moyne de Bienville. Iberville entschied sich, mit seinen Schiffen östlich des Mississippi-Deltas in der Biloxi Bay zu landen, um dann über Land den großen Fluss zu erreichen. Hier traf er auf einige Stämme, wie die Pascagoula, Houma und Bayougoula, die ihm freundlich begegneten und ihm im Frühling 1699 den Weg zum Mississippi zeigten. Auf dem Stammesgebiet der Chitimacha begegneten ihm Angehörige der Washa, mit denen er Freundschaftsverträge abschloss und darauf zu einem Festessen eingeladen wurde. Im Januar 1700 kaufte Iberville Land von den Bayougoula, um das Fort Mississippi 40 Meilen oberhalb der Mündung zu bauen und britischen Kolonisten zuvorzukommen. Um 1700 begannen die Franzosen auch mit der Besiedlung des unteren Mississippitals. Zu dieser Zeit hatten die Chitimacha durch europäische Krankheiten dramatische Verluste erlitten. Ihre Bevölkerungszahl war durch verheerende Epidemien um mehr als 50 % reduziert worden. 
Die Franzosen erlebten, dass sich ihre indianischen Verbündeten gegenseitig umbrachten. Die französische Reaktion auf diese Streitigkeiten war verhalten. Einige Familien der Chitimacha und Yaenecchito wurden von den Tansea zu einem Festessen eingeladen. Die ahnungslosen Gäste wurden gefangen und gefesselt, um sie als Sklaven an die Franzosen zu verkaufen. 1707 antworteten die Chitimacha mit einem Kriegszug gegen die Tansea als Vergeltung für diese Tat. Unglücklicherweise trafen sie auf ihrem Weg zu den Tansea auf einen französischen Missionar, Pater Jean Francois Buisson, in Begleitung von zwei Franzosen und einem Indianersklaven. Die Chitimacha töteten den Missionar und die beiden Franzosen und befreiten den Sklaven.
Als Bienville davon erfuhr, erklärte er den Chitimacha unverzüglich den Krieg und verlangte die Auslieferung der Verantwortlichen nach Mobile zur Bestrafung. Bienville formierte eine Koalition verschiedener Stämme, die im März 1707 gemeinsam mit Frankokanadiern eine Strafexpedition gegen die Chitimacha unternahmen. Die indianischen Verbündeten kannten den Weg durch die Flussläufe und Sümpfe westlich des Mississippi und die Chitimacha erlitten schwere Verluste. Der Krieg gegen die Chitimacha sollte 12 Jahre dauern und diese standen kurz vor der völligen Vernichtung. Viele Krieger starben bei der Verteidigung ihrer Dörfer und Familien. Gefangene Frauen und Kinder wurden als Sklaven verkauft. Die meisten Sklaven in der Frühgeschichte der französischen Kolonie waren Chitimacha. Der lange und verlustreiche Krieg, den die Franzosen durch ihre überlegenen Waffen schließlich gewannen, endete 1718. Die wenigen überlebenden Chitimacha wurden von den Franzosen zwangsweise flussaufwärts umgesiedelt.
Im Siebenjährigen Krieg in Nordamerika wurden die Franzosen von den Briten besiegt und mussten ihre Gebiete östlich des Mississippi abgeben. Die meisten Französisch sprechenden Arkadier im östlichen Kanada wurden ausgewiesen. Einige von ihnen flüchteten nach Süden, siedelten entlang des Mississippi auf Chitimacha-Land in Louisiana und wurden unter dem Begriff Cajun bekannt. Es kam zu einigen Mischehen zwischen Cajuns und Chitimacha, die nach und nach akkulturiert wurden und zum katholischen Glauben konvertierten. Aber auch Europäer wurden in die Gesellschaft der Chitimacha aufgenommen. Mischlingskinder von Chitimacha-Frauen gehörten in deren Familie und wurden generell im Sinne der indigenen Kultur erzogen.
In der Mitte des 19. Jahrhunderts verklagten die Chitimacha die Vereinigten Staaten vor Gericht auf Rückgabe ihres Stammeslandes. Die Bundesregierung erließ ein Dekret, das den Chitimacha ein Gebiet in der Größe von 1.062 Acres (4,30 km²) bei St. Mary Parish als Eigentum zuerkannte.

### 20. Jahrhundert und heutige Situation
Zu Beginn des 20. Jahrhunderts kam der Stamm in wirtschaftliche Schwierigkeiten und einige Angehörige mussten Land verkaufen, um ihre Steuern zu bezahlen. So blieben schließlich nur noch 260 Acres Stammesland übrig. Sarah Avery McIlhenry, Besitzerin einer Tabasco-Fabrik, erreichte durch eine Petition beim Bureau of Indian Affairs, dass das Land treuhänderisch verwaltet wurde. Darüber hinaus wurde der Stamm schon 1916 auf ihre Initiative hin 1916 als erster in Louisiana überhaupt bundesstaatlich als Chitimacha Tribe of Louisiana anerkannt. Die meisten Stämme des amerikanischen Südostens wurden in den 1830er-Jahren zwangsweise in das damalige Indianerterritorium und heutige Oklahoma umgesiedelt. Die Chitimacha erhielten aufgrund ihrer Anerkennung finanzielle Zuwendungen vom Staat. Trotzdem verlor er weiterhin Angehörige und um 1930 wurden nur noch 51 Stammesmitglieder gezählt. In dieser Zeit wurde der Stamm traditionell durch einen Häuptling geführt.
Seit dem Ersten Weltkrieg wuchs das Interesse an Erdöl, das in Louisiana gefunden wurde und viele Chitimacha fanden in den 1930er Jahren eine Beschäftigung auf den Ölfeldern in ihrer Nähe. Infolge des 1934 erlassenen Indian Reorganization Acts, einem Gesetz, das die Indianer eigenständiger leben lassen sollte, bemühtem sich die Chitimacha um eine neue Stammesorganisation. Seit 1971 gibt es eine Verfassung, in der Land zur Verfügung gestellt wird, auf dem die Stammesangehörigen siedeln können. Darüber hinaus wird die Führung des Stammes einem fünf Mitglieder umfassenden Tribal Council übergeben, als dessen Geschäftsführer der Tribal Chairman fungiert.
Der Stamm betreibt heute ein Museum, ein Spielcasino, eine Fischzuchtanlage und eine Schule auf der Charenton Reservation. Die Gewinne dieser Unternehmen wurden teilweise genutzt, um das treuhänderisch verwaltete Reservationsland zurückzukaufen. So konnten über 1.000 Acres zu den vorhandenen 260 hinzu erworben werden.